# Municipio de Sheridan (Dakota del Sur)
El municipio de Sheridan (en inglés: Sheridan Township) es un municipio ubicado en el condado de Codington en el estado estadounidense de Dakota del Sur. En el año 2010 tenía una población de 433 habitantes y una densidad poblacional de 5,19 personas por km².

## Geografía
El municipio de Sheridan se encuentra ubicado en las coordenadas 44°50′28″N 97°3′35″O / 44.84111, -97.05972. Según la Oficina del Censo de los Estados Unidos, el municipio tiene una superficie total de 83.49 km², de la cual 83,4 km² corresponden a tierra firme y (0,1 %) 0,09 km² es agua.

## Demografía
Según el censo de 2010, había 433 personas residiendo en el municipio de Sheridan. La densidad de población era de 5,19 hab./km². De los 433 habitantes, el municipio de Sheridan estaba compuesto por el 91,69 % blancos, el 0,23 % eran afroamericanos, el 0,23 % eran asiáticos, el 7,39 % eran de otras razas y el 0,46 % eran de una mezcla de razas. Del total de la población el 7,62 % eran hispanos o latinos de cualquier raza.